# كرد العراق
الأكراد العراقيون أو كرد العراق، هم ثاني أكبر مجموعة عرقية في العراق. يتحدثون تقليديًا اللغات الكردية السورانية والكورمانجية والفيلية وأيضًا الغورانية.

واجه الشعب الكردي في العراق أوضاعًا سياسية متنوعة عبر تاريخه، كان من المفترض أن يحصلوا على الاستقلال الكامل عبر معاهدة سيفر لكنهم واجهوا منذ ذلك الحين تاريخًا سياسيًا مضطربًا مؤخرًا، ومنذ سقوط صدام حسين عام 2003 يواجه الأكراد العراقيون الذين تحكمهم الآن حكومة العراق، مفترق طرق في المسار السياسي لكردستان العراق.

المجموعات العرقية والدينية في العراق،
أكراد
يزيديون

## الخلفية
الشعب الكردي مجموعة عرقية قديمة أصولها من الشرق الأوسط. هم واحد من أكبر المجموعات العرقية في العالم التي لا تملك دولة خاصة بها. كردستان العراق هي منطقة حكم ذاتي واقليم في شمال العراق، مساحتها 40.643 كيلومتر مربع ويبلغ عدد سكانها حوالي 5.2 مليون نسمة.

### قُبيل عام 1991م
وفقا لمايكل غونتر، يعتقد بعض العلماء أن الكرد هم أحفاد مختلف القبائل الهندية الأوروبية التي وصلت إلى المنطقة منذ 4000 عام. في القرن السادس عشر، وقع معظم الكرد في ظل الحكم العثماني. تطوّر الكرد العراقيون كمجموعة فرعية من الشعب الكردي عندما انتدبت بريطانيا العظمى العراق من اتفاقية سايكس-بيكو في الحرب العالمية الأولى. كان الشعب الكردي يتوقع أن يحصل على استقلال عما وعدت به في معاهدة سيفر عام 1920م، لكن سرعان ما انقلب هذا الأمر في عام 1923م، عندما أسست معاهدة لوزان جمهورية تركيا على حدود كردستان.
تأسس الحزب الديمقراطي الكردي (PDK) في عام 1946م من قبل الملا مصطفى بارزاني، بدافع من أجل الحكم الذاتي الكردي في ظل الحكومة العراقية. في عام 1975م، ظهر حزب سياسي آخر في كردستان العراق، بقيادة جلال طالباني - الاتحاد الوطني الكردستاني. منذ تأسيس الاتحاد الوطني الكردستاني، كانت تفتقر إلى التعاون. وتشارك في نزاع عنيف مع الحزب الديمقراطي الكردستاني بسبب الفلسفات والديموغرافيات والأهداف المختلفة.

### ما بعد 1991م إلى الوقت الحاضر
بعد حرب الخليج والانتفاضة الكردية غير الناجحة في عام 1991م، انسحب الكرد إلى الجبال طلباً للجوء من نظام صدام حسين آنذاك. أنشأت الولايات المتحدة مبادرة ملاذ آمن وحظر طيران في المناطق الكردية حينها. وقد أدان قرار مجلس الأمن التابع للأمم المتحدة رقم 688 في عام 1991م ونهى «قمع السكان المدنيين العراقيين... في المناطق المأهولة بالسكان الكرد من قبل قوات نظام صدام حسين». بعد العديد من المواجهات الدامية، تم التوصل إلى توازن غير مستقر للسلطة بين القوات العراقية والقوات الكردية «البيشمركة». مما سمح في النهاية لكردستان العراق بالعمل بشكل مستقل. استمر حكم المنطقة من قبل الحزب الديمقراطي الكردستاني والاتحاد الوطني الكردستاني وبدأت في تأسيس اقتصاد مستقر وهوية وطنية. قامت كردستان العراق ببناء بنية تحتية اقتصادية اجتماعية من الصفر، مستقلة تماما عن الإطار المركزي لنظام البعث. على الرغم من اندلاع حرب أهلية في الشمال بين حزب بارزاني الديمقراطي الكردستاني والاتحاد الوطني لطالباني في كردستان من 1994 إلى 1998، إلا أن الكرد ما زالوا قادرين على الحفاظ على أساس ديمقراطي ومزدهر لمنطقتهم.
عندما غزت الولايات المتحدة للإطاحة بنظام صدام حسين في عام 2003، تغيرت مواقع الحدود الكردية الشمالية مع الدولة المركزية العراقية باتجاه الجنوب. وهذا ما أعطى الكرد المزيد من فرص الحصول على المياه والموارد النفطية، وبالتالي زيادة الأولويات داخل المنطقة. كما شجع هذا الوصول الجديد على المزيد من الاستثمار داخل المنطقة، مما أدى إلى تهدئة التوترات والاستقطابات السياسية.

## الثقافة والتنوع

### الديانة
قبل انتشار الإسلام، كان الكثير من الكرد يتبعون الديانة الزرادشتية أو الميثراسية أو المعتقدات الوثنية المحلية. كان الكرد يستوعبون هذه الممارسات الدينية في مجالهم الثقافي منذ عام 800 قبل الميلاد. ومع ذلك، بدأت الفتوحات العربية في القرن السابع الميلادي، وتغلبت في النهاية على المقاومة الكردية. مع مرور الوقت، أصبح الإسلام السني الديانة السائدة للشعب الكردي، المذهب الشافعي. وأقلية شيعية.
تتبع أقلية من الكرد، ولا سيما في محافظة نينوى بالعراق، اليزيديين. اليزيديين يجمع بين المعتقدات الثقافية الكردية المعقدة مع الزرادشتية والمذهب الصوفي الإسلامي. ويطبق تقاليد الأديان الإبراهيمية مثل قصة آدم وحواء، وأهمية الحج، وطقوس الصلاة اليومية، إلى عناصر أكثر صوفية، مع التركيز على أهمية النسب والعناصر الأربعة على الأرض. يمارس الدين باللهجة الكردية الكرمانجية لشمال كردستان العراق. تنتقل معظم التقاليد اليزيدية شفهياً بدلاً من النصوص المكتوبة، مما يجعل من الصعب معرفة العديد من الأصول اليزيديّة.

### اللغة
لقد كانت اللغة عامل أساسي لبناء هوية وطنية في كردستان العراق، لأن الغالبية العظمى من الشعب الكردي يتحدث بطلاقة اللغة الكردية «اللغة الأم». تنتمي اللغة الكردية إلى مجموعة من اللغات الهندو الأوربية وهي متجذرة في مجموعة اللغات الهندية الأوروبية. السوراني والكرمانجي هما اللهجتان الرئيسية. كانت اللهجة الكرمانجية اللهجة المفضلة حتى الحربين العالميتين، ولكن بحلول الستينيات أصبحت السورانية هي اللهجة المسيطرة بين الكرد الإيرانيين والعراقيين. قام الكرد الإيرانيون والعراقيون بتعديل الأبجدية العربية إلى اللاتينية. كما يستخدم الكرد في تركيا ايضاً الأبجدية اللاتينية. وهذا يخلق الوحدة داخل الحدود السياسية الحديثة.

### الأحزاب السياسية
أحد نقاط الضعف الرئيسية في التماسك الوطني الكردي هو قوة الفصائل القبلية والإقليمية، مما أدى في كثير من الأحيان إلى انفصال قوي بين الأحزاب السياسية في المنطقة الكردية. الحزب الديمقراطي الكردستاني، الذي أسسه مصطفى بارزاني، يميل نحو القومية المحافظة وله حضور قوي في الشمال. نظرًا لموقعهم الجغرافي، فقد اعتمدوا تاريخياً على تركيا من أجل التأثير الدولي. أما حزب جلال طالباني الوطني الكردستاني، ينحاز للأمثلة الماركسية خلال كفاحه من أجل التحرر ولديه معقل في كردستان العراق الجنوبي. لقد كانوا يميلون إلى طلب الدعم من إيران وسوريا. خلال التسعينات، نشأ صراع مستمر على السلطة حول التمثيل السياسي في البرلمان وعائدات النفط، مما أدى إلى نزاع مسلح في عام 1994 إلى عام 1996م، عندما بحث الحزب الديمقراطي الكردستاني عن المساعدة من الحكومة العراقية المركزية وسعى الاتحاد الوطني الكردستاني إلى دعم الولايات المتحدة. قسمت هذه المواجهة المنطقتين المتنافستين إلى «بارزانستان» و «طالبانستان»، مؤسستين إدارتين، ومجلسين، وبرلمانين، وأعلام الدولة. أدى الاقتتال بين الأحزاب السياسية إلى إتلاف الفرصة للشعب الكردي من أجل توحيد وإقامة دولة مستقلة، منفصلة تمامًا عن الحكومة المركزية العراقية. وفي استغلال جو النزاع، أقامت مجموعات أخرى وجودًا لها، مثل حزب العمال الكردستاني في تركيا (PKK)، والجماعات الإسلامية المتشددة، وغيرها من الجماعات السياسية التركية. كان حزب العمال الكردستاني حزبًا راديكاليًا كبيرًا يسعى للحصول على استقلال الدولة والحقوق الثقافية واللغوية والعرقية في تركيا.
دفع القادة الكرد في العراق من أجل ازدهار الحكومات المحلية المنقسمة بدلاً من دولة مستقلة. هذا لأن القيادة مستمدة من الشرعية القبلية، وليس من المؤسسات السياسية. فطالباني وبرزاني، على سبيل المثال، لم يأتوا من قبيلة كردية من حيث عدد السكان، بل من قبائل منظمة تنظيماً جيداً.
منذ عام 1986م وحتى الوقت الحاضر، عقدت تركيا تحالفات مختلفة مع حزبي الديمقراطي الكردستاني والاتحاد الوطني الكردستاني في كردستان العراق. قامت تركيا بحماية وتسليح الحزب الديمقراطي الكردستاني من حزب العمال الكردستاني والاتحاد الوطني الكردستاني. كما هاجموا هذه الأحزاب السياسية، لكنهم عقدوا علاقات مع الحزب الديمقراطي الكردستاني، جزئيا للوصول إلى النفط العراقي. ويحمل الحزب الديمقراطي الكردستاني تمثيل القبائل على طول الحدود التركية، لذلك فإن العلاقات المواتية معهم تضمن تجارة البضائع العراقية. ثم حولت تركيا علاقاتها لصالح حزب الاتحاد الوطني الكردستاني. منذ أن جلس هذا الحزب في المنطقة الجنوبية من شمال العراق، كان لديه علاقات أقوى مع الحكومة العراقية المركزية.

## الهوية الوطنية
خلال فترة عقد التسعينات، عندما منح الكرد السيطرة الإقليمية بعد حرب الخليج وتأسست منطقة الحظر الجوي، وبدأت الهوية الكردية القوية في الظهور. وقد نتج هذا عن زيادة الدعم الدولي وانسحاب الحكومة المركزية العراقية من كردستان العراق. عبرت اللغة الكردية إلى المجال العام، وتدرس وتحدث في المدارس والجامعات، والإدارة، ووسائل الإعلام. كما كان هناك تدفق للرموز الوطنية، بما في ذلك العلم الكردي، وترنيمة كردية، والاعتراف العلني بالشعب الكردي.
كما أصبح تطوير البنية التحتية الكردية جزءًا لا يتجزأ من استقلالهم الذاتي بنجاح. كان الكرد، الذين كانوا يعتمدون في السابق على الاندماج الاجتماعي والاقتصادي لبغداد، قادرين على بناء منطقتهم بشكل فعال، ماديًا وسياسيًا، من الصفر. لقد بنوا حكومة مستقلة تعمل بكامل طاقتها ذاتية الحكم من نظام البعث. كانوا قادرين على إدارة الحكومات المحلية، وإنشاء أحزاب سياسية كردية حرة ونشطة، وإضفاء الطابع المؤسسي على البرلمان الكردي. مع هذه التطورات، اكتسبت الحكومة الكردية الفعلية الاعتراف لأول مرة في المجال الدولي. لديهم تمثيل شبه رسمي في تركيا وإيران وفرنسا وبريطانيا والولايات المتحدة.
على الرغم من نجاح الشعب الكردي في تشكيل الهوية الوطنية، إلا أن هناك عوامل أعاقت نموها. في ظل دولة العراق، تم إخضاع الكرد للعملية القومية لجميع العراقيين، نظراً لخطوط الدولة التعسفية. بدأ الكرد يفكرون بأنفسهم كعراقيين، بدلاً من التركيز على تنميتهم الجماعية ككرد. كما عانت القومية من الانقسامات بين القبائل واللغات والجغرافيا التي منعت الشعب الكردي من تحديد هويته كوحدة واحدة. لم يسبق لأي زعيم أن يرتقي فوق هذا الوضع القبلي وأن الصراع الداخلي يؤذي أولئك الذين يقاتلون من أجل الحكم الذاتي الكردي لأنهم مقسمون بفصائل أخرى أو حدود سياسية مختلفة. على سبيل المثال، خلال الحرب بين إيران والعراق، من عام 1980م إلى عام 1988م، دعمت تركيا مجموعة كردية عراقية واحدة على أخرى من أجل لعب الكرد العراقيين ضد الكرد المتمردون في تركيا.
ساعدت التكنولوجيا والاتصالات الكرد في تأسيس مجموعة عرقية وطنية، أو هوية وطنية محددة ذاتيا. على الرغم من أن هذا قد طور شعوراً بالفخر والتعريف عبر الحدود السياسية، إلا أنه يكشف عن سيناريو أقل وضوحاً للدولة الكردية. وقد كشفت عن وجود تفاوتات بين البلدان التي يكتسب فيها السكان الكرد الدعم والإغاثة الدوليين. بالنسبة للكرد العراقيين، تأسست هذه الشبكة الدولية بعد حرب الخليج عام 1991. كانت لديهم أشكال جديدة من الدعم المالي والسياسي بالإضافة إلى الموارد والفضاء الجغرافي القانوني من أجل تطوير أجندتهم القومية. سمح هذا الوصول للمنشورات باللغة الكردية، والنصوص، والبرامج التعليمية، والمنظمات الثقافية بالازدهار - المنافع التي لم يختبرها الكرد إلا داخل العراق وفي المؤسسات الأكاديمية الأوروبية. لا تزال الشبكات الاجتماعية والثقافية عبر الوطنية للكرد مرتبطة بخصائص دول معينة.

## التأريخ
| تاريخ كردي |
| ---------- |
| جوتيوم     |
| مانيون     |
| ميديون     |
| كاردوخيون  |
| هزوانيون   |
| شداديون    |
| حسنويون    |
| عنازيون    |
| مروانيون   |
| أيوبيون    |
| بدليسيون   |
| أردلانيون  |
| بهدينانيون |
| سورانيون   |
| بابانيون   |

- حسب المؤرخ الكردي محمد أمين زكي (1880 - 1948) في كتابه «خلاصة تاريخ الكرد وكردستان» يتألف من طبقتين من الشعوب. الطبقة الأولى التي كانت تقطن كردستان منذ فجر التاريخ "ويسميها محمد أمين زكي" شعوب جبال زاكروس" وهي وحسب رأي المؤرخ المذكور شعوب "لولو، كوتي، كورتي، جوتي، جودي، كاساي، سوباري، خالدي، ميتاني، هوري، نايري" وهي الأصل القديم جدا للشعب الكردي والطبقة الثانية: هي طبقة الشعوب الهندو- أوربية التي هاجرت إلى كردستان في القرن العاشر قبل الميلاد، واستوطنت كردستان مع شعوبها الأصلية وهم " الميديين والكاردوخيين"، وامتزجت مع شعوبها الأصلية ليشكلا معا الأمة الكردية .
- الهوريون أو شعب هوري الذي كان يقطن شمال الشرق الأوسط في فترة 2500 سنة قبل الميلاد ويعتقد بأن أصولهم كانت من القوقاز أو مايسمى القفقاز التي هي منطقة آسيو - أوروبية بين تركيا وإيران والبحر الأسود وبحر قزوين وسكنوا أيضا بالقرب من نهر الخابور وشكلوا لنفسهم ممالك صغيرة من أهمها مملكة ميتاني في شمال سوريا عام 1500 قبل الميلاد.   نسخة محفوظة 29 يونيو 2011 على موقع واي باك مشين. ويعتقد إن الهوريون انبثقوا من مدينة أوركيش التي تقع قرب مدينة القامشلي في سوريا. استغل الهوريون ضعفا مؤقتا للبابليين فقاموا بمحاصرة بابل والسيطرة عليها في فترة 1600 قبل الميلاد ومن هذا الشعب انبثق الميتانيون أو شعب ميتاني ويعتبر المؤرخ الكردي محمد أمين زكي (1880 - 1948) في كتابه «خلاصة تاريخ الكرد وكردستان» شعبي هوري وميتاني من الجذور الأولى للشعب الكردي. كانت نهاية مملكة شعب هوري على يد الآشوريين .
- ذكر المؤرخ اليوناني زينوفون (427 - 355) قبل الميلاد في كتاباته شعبا وصفهم «بالمحاربين الأشداء ساكني المناطق الجبلية» وأطلق عليهم تسمية الكاردوخيين الذين هاجموا على الجيش الروماني أثناء عبوره للمنطقة عام 400 قبل الميلاد وكانت تلك المنطقة استنادا لزينوفون جنوب شرق بحيرة وان الواقعة في شرق تركيا . ولكن بعض المؤرخين يعتبرون الكاردوخيين شعوبا هندوأوروبية انظمت لاحقا إلى الشعب الكردي الذي باعتقاد البعض يرجع جذوره إلى شعوب جبال زاكروس غير الهندوأوروبية
- استنادا إلى د.زيار في كتابه «إيران...ثورة في انتعاش» والذي طبع في نوفمبر 2000 في باكستان  فإنه بحلول سنة 1500 قبل الميلاد هاجرت قبيلتان رئيسيتان من الآريين من نهر الفولغا شمال بحر قزوين واستقرا في إيران وكانت القبيلتان هما الفارسيين والميديين أسس الميديون الذين استقروا في الشمال الغربي مملكة ميديا. وعاشت الأخرى في الجنوب في منطقة أطلق عليها الإغريق فيما بعد اسم بارسيس ومنها اشتق اسم فارس. غير ان الميديين والفرس اطلقوا على بلادهم الجديدة اسم إيران التي تعني «أرض الأريين» .هناك اعتقاد راسخ لدى الأكراد ان الميديين هم أحد جذور الشعب الكردي ويبرز هذه القناعة في ما يعتبره الأكراد نشيدهم الوطني حيث يوجد في هذا النشيد إشارة واضحة إلى إن الأكراد هم «أبناء الميديين» واستنادا إلى المؤرخ الكردي محمد أمين زكي (1880 - 1948) في كتابه «خلاصة تاريخ الكرد وكردستان» فإن الميديون وإن لم يكونوا النواة الأساسية للشعب الكردي فإنهم انظموا إلى الأكراد وشكلوا حسب تعبيره «الأمة الكردية». يستند التيار المقتنع بان جذور الأكراد هي جذور آرية على جذور الميديين حيث إن هناك إجماعا على إن الميديين هم أقوام آرية. استنادا إلى كتابات هيرودوت فإن أصل الميديين يرجع إلى شخص اسمه دياكو الذي كان زعيم قبائل منطقة جبال زاكروس وفي منتصف القرن السابع قبل الميلاد حصل الميديون على استقلالهم وشكلو إمبراطورية ميديا وكان فرورتيش (665 - 633) قبل الميلاد أول إمبراطور وجاء بعده ابنه هووخشتره.
- وأستنادا للمؤرخين القدامى والدراسات التاريخية الحديثة، فأن كل من عبد القادر الكيلاني وصلاح الدين الايوبي وابن تيمية، وأغلب مفتي العراق في العصر الحديث، من أعلام الكرد في العراق.[12]

## موقف الكرد من نشأة المملكة العراقية
جاء قرار تشكيل دولة العراق بموجب مؤتمر القاهرة الذي عقدته المملكة المتحدة في مارس 1921 في القاهرة لبحث شؤون الشرق الأوسط وتم القرار على إنشاء دولة ملكية في العراق وتنصيب فيصل بن حسين ملكا عليها في 23 أغسطس 1921 بعد استفتاء وحسب كتاب «المسألة الكردية» للمؤلف م. س. لازاريف «لم يرحب به معظم الكرد» . واجه الكيان الجديد منذ تأسيسه مشاكل متعددة فلم يألف سكان الولايات العثمانية الثلاث (الموصل، بغداد، البصرة) كيانا سياسيا متماسكا من قبل وكانت الولايات الثلاث تتميز بخصائص قومية وطائفية خاصة تختلف كل منها عن الأخرى (كلام غير صحيح مدحت باشا كان والي العراق العثماني من بغداد وتتبع له البصرة والموصل) وكان الإسلام هو الرابط الرئيسي بين هذه الولايات الثلاث ولكن الدين وحده لم يكن كافيا في ذلك الوقت لتوحيد هذه الولايات الثلاث حيث عارض وجهاء البصرة الانضمام إلى الدولة العراقية وقاموا بإرسال رسالة إلى المندوب السامي البريطاني بيرسي كوكس في 13 اغسطس 1921 وطالبوا فيها بإنشاء إدارة سياسية مستقلة في البصرة (كلام غير صحيح وجهاء البصرة كان اعتراض على الاحتلال البريطاني) وفي ولاية الموصل سعى الأكراد بمن فيهم كبار خطباء المساجد وعلماء الدين إلى تشكيل دولة مستقلة تحت الانتداب البريطاني واستنادا إلى كتاب «المفكرة الخفية لحرب الخليج» للمؤلفين بيار سالنجر وإريك لوران فإن «العراق كان كيانا مصطنعا ومن صنع وزير المستعمرات البريطانية آنذاك (تشرشل) الذي خطرت له فكرة الجمع بين حقلي نفط متباعدين بدمج فئات مختلفة من الأديان والأعراق والطوائف»   وقد أدرك هذا الملك فيصل نفسه واستنادا إلى عبد الكريم الأزري في كتابه «مشكلة الحكم في العراق» وناجي شوكت في كتابه «سيرة وذكريات 80 عاما» فإن الملك فيصل الأول كتب في عام 1931 مذكرة مشهورة جاء فيها «إن البلاد العراقية هي جملة من البلدان التي ينقصها أهم عنصر من عناصر الحياة الاجتماعية ذلك هو الوحدة الفكرية والقومية والدينية فهي والحالة هذه مبعثرة القوى منقسمة على بعضها وبالاختصار أقول وقلبي يملؤه الأسى إنه في اعتقادي لايوجد في العراق شعب عراقي بعد بل توجد كتلات بشرية خالية من أي فكرة وطنية، هذا هو الشعب الذي أخذت مهمة تكوينه على عاتقي» .

## حركات محمود الحفيد

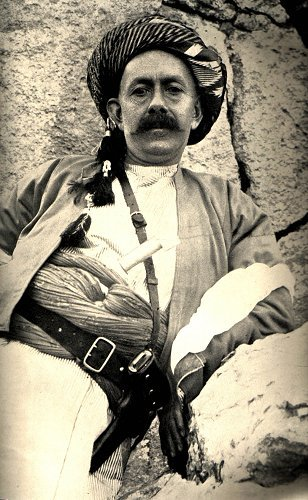
محمود الحفيد

بعد سقوط الدولة العثمانية عقب الحرب العالمية الأولى أصبح العراق تحت الانتداب أو الاحتلال البريطاني ولكون خريطة العراق الحالية كانت لا تزال في طور التكوين حاولت تركيا استمالة محمود الحفيد (1881 - 1956) إلى جانبها رغبة منها في إلحاق ولاية الموصل السابقة إلى الجمهورية التركية الحديثة وكان التركيز على محمود الحفيد سببه المكانة الدينية المرموقة لأسرة الحفيد في صفوف الأكراد. إلا أن الحفيد كان له تطلعات قومية فقام بالاتصال بالإنكليز ووعدهم بالسيطرة على الحامية التركية التي كانت ما تزال باقية في السليمانية، لقاء منحه امتيازات في إدارة شؤون المدينة، وتشكيل حكومة كردية برئاسته على أن تكون تحت ظل الانتداب البريطاني . نتيجة لهذا التعهد دخلت القوات البريطانية إلى السليمانية وتم تعين محمود الحفيد حاكما على السليمانية بشرط تعين ضابط بريطاني كمستشار له وبدأ العمل في تشكيل الحكومة الكردية التي وعد الإنكليز محمود الحفيد بها  طبقا لمعاهدة سيفر حيث جاء في المادة 64 من معاهدة سيفر مايلي «إذا حدث، خلال سنة من تصديق هذه الاتفاقية أن تقدم الكرد القاطنون في المنطقة التي حددتها المادة (62) إلى عصبة الأمم قائلين أن غالبية سكان هذه المنطقة ينشدون الاستقلال عن تركيا، وفي حالة اعتراف عصبة الأمم أن هؤلاء السكان أكفاء للعيش في حياة مستقلة وتوصيتها بمنح هذا الاستقلال، فإن تركيا تتعهد بقبول هذه التوصية وتتخلى عن كل حق في هذه المنطقة. وستكون الإجراءات التفصيلية لتخلي تركيا عن هذه الحقوق موضوعا لاتفاقية منفصلة تعقد بين كبار الحلفاء وبين تركيا. وإذا ما تم تخلي تركيا عن هذه الحقوق فإن الحلفاء لن يثيروا أي اعتراض ضد قيام أكراد ولاية الموصل (بالانضمام الاختياري إلى هذه الدولة الكردية». لكن البريطانيين تنكروا لبنود معاهدة سيفر مما حدى بالحفيد إلى إعلان الثورة على الحكم البريطاني وقام بالسيطرة على مدينة السليمانية في 21 مايو 1919 وطرد القوات البريطانية في المدينة وتمكن من أسر عدد من الضباط الإنكليز وأعلن تشكيل دولة كردية، وأعلن نفسه ملكا عليها، واتخذ له علماً خاصاً بدولته .
حشد البريطانيون قوة عسكرية كبيرة مدعوما بالطائرات الحربية، وتمكنت من إلحاق الهزيمة بقوات محمود الحفيد، وتم اعتقال الحفيد مع صهره‌ شیخ محمد غریب وتم نفيهما إلى الهند في جزر أندامان وبقوا فيها منفيا حتى عام 1922 ولكن البريطانيون اضطروا إلى إعادته إلى السليمانية مرة أخرى بسبب الاضطرابات السياسية التي اعقبت نفيه وبعد رجوعه قام الحفيد مرة أخرى بطرد الإنكليز من السليمانية في 11 يوليو 1923 ومرة أخرى تمكن البريطانيون أثناء حكومة ياسين الهاشمي من إعادة السليمانية إلى حدود المملكة العراقية الحديثة التي لم تكن لحد تلك اللحظة تضم ولاية الموصل حيث تم ضم الموصل إلى حدود المملكة العراقية في فبراير 1925 بناء على توصية من عصبة الأمم  .
أحدث توقيع نوري السعيد معاهدة 30 اغسطس 1930 احتجاجا واسعا من قبل الأكراد، ومظاهرات ضد المعاهدة وضد حكومة نوري السعيد فقام محمود الحفيد للمرة الثالثة بتحشيد اتباعه وطرد الإنكليز من منطقة نفوذه وأضاف عليه هذه المرة مذكرة إلى المندوب السامي البريطاني يطالبه بإنشاء دولة كردية في منطقة كردستان تمتد من زاخو وحتى خانقين . وللمرة الثالثة تمكن الإنكليز وقوات الحكومة العراقية من إلحاق الهزيمة به وقام الحفيد بتسليم نفسه في 13 مايو 1931 وتم إبعاده إلى مدينة السماوة، ثم نقل إلى مدينة الناصرية، وأخيراً تم نقله إلى قصبة عانه، ثم سمحت له الحكومة بالإقامة في بغداد وقررت مصادرة كافة أملاكه في السليمانية. ولم تلق تلك المعاهدة استنكارا من الأكراد فقط بل قوبلت برفض شديد من قطاعات واسعة من الشعب العراقي بما فيهم سياسيون كبار وتم وصفه بمحاولة نوري السعيد وضع العراق تحت الاحتلال البريطاني التي هو أسوء بكثير من الانتداب حيث قال ياسين الهاشمي «لم تضف المعاهدة شيئاً إلى ما كسبه العراق بل زادت في أغلاله، وعزلته عن الأقطار العربية، وباعدت ما بينه وبين جارتيه الشرقيتين وصاغت لنا الاستقلال من مواد الاحتلال، ورجائي من أبناء الشعب أن لا يقبلوها»، وقال عنها حكمت سليمان «المعاهدة الجديدة تضمن الاحتلال الأبدي، ومنحت بريطانيا امتيازات دون عوض أما ذيولها المالية، فإنها تكبد العراق أضراراً جسيمة دون مبرر» وقال عنها رشيد عالي الكيلاني «إن أقل ما يقال عن هذه المعاهدة أنها استبدلت الانتداب الوقتي باحتلال دائم وأضافت إلى القيود والأثقال الحالية قيودأ، واثقالاً أشد وطأة» 

## حركات مصطفى بارزاني
تزامنت حركة محمود الحفيد في السليمانية مع حركة كردية أخرى في منطقة بارزان بقيادة أحمد بارزاني (1892 - 1969) الأخ الأكبر لمصطفى بارزاني وكما ادعى المؤرخ العراقي عبد الرزاق الحسني فإنه كانت هناك تقارير عن اتصالات بين أحمد بارزاني والفرنسيين في سوريا من اجل الحصول على الدعم ونيل الاستقلال ولكن فرنسا فضلت إثارة حالة عدم الاستقرار في العراق لكي تضمن استمار وضع سوريا تحت انتدابها ولكن لم يثبت صحة تعون بارزان مع الفرنسيين .
في أبريل 1931 رفع أحمد بارزاني طلبا إلى عصبة الأمم حول منح الأكراد الحكم الذاتي. في يناير 1932 شن الجيش العراقي الحديث مدعوما بسلاح الجو البريطاني هجوما واسعا على منطقة بارزان وذلك يثبت ان العراقين بقيادة صدام (كلام غير صحيح لم يكن صدام حاكما للعراق في 1931 بل الملك فيصل وغازي وهذا تزوير للتاريخ) هم من خانو الكرد وتعاونو مع الإنجليز ضدهم ، وتم نفي أحمد بارزاني إلى السليمانية، ثم جنوب العراق ولكن الحركة استمرت بقيادة مصطفى بارزاني الأخ الأصغر لأحمد بارزاني الذي استطاع أن يفلت من منفاه في السليمانية وعاد إلى منطقة بارزان عبر الأراضي الإيرانية في 28 يوليو 1943، وقام بجولة في قرى منطقة بارزان وانظم إليه عدد كبير من رجال تلك القرى وفي 2 أكتوبر 1943 اندلعت الشرارة الأولى لحركة مصطفى بارزاني حيث حرر نحو 30 مسلحا عل مخفر للشرطة في منطقة شانه دهر، وامتدت إلى مناطق أخرى وتم السيطرة على 17 مخفرا للشرطة وكانت مطالب البارزاني هي التالية:
- تشكيل ولاية كردية تضم كركوك، أربيل، السليمانية، زاخو، دهوك، العمادية، سنجار، خانقين، مندلي. تعني ان تعون المناطق الكردية إلى احقائها الكرد .
- اعتبار اللغة الكردية لغة رسمية في تلك الولاية.
- تعيين نائب وزير كردي في جميع الوزارات العراقية.

تمت سلسلة من الاجتماعات بين بارزاني ونوري السعيد ووصي العرش عبد الإله والسفير البريطاني في بغداد وأظهر نوري السعيد استعدادا لتنفيذ مقترحات بارزاني، إلا أنه قوبل بمعارضة شديدة من وزراءه وأعضاء مجلس النواب، وبدأت إشاعات بالانتشار بان نوري السعيد من أصل كردي وإنه تزوج من كردية وتحت هذه الضغوط اضطر السعيد إلى تقديم استقالته وفشل الحوار وبدأ القتال مرة أخرى في 13 اغسطس 1945 حيث شنت القوات العراقية والقوة الجوية البريطانية هجوما على معاقل مصطفى بارزاني وبعد معارك عنيفة قام البارزاني مع 1000 من أتباعه بالانسحاب إلى إيران ثم إلى الاتحاد السوفيتي.
في عام 1945، وبدعم من الاتحاد السوفيتي شكل أكراد إيران أول جمهورية كردية في مهاباد في إيران، خدم البارزاني كوزير للدفاع لجمهورية مهاباد التي كان عمرها قصيرا فبعد 11 أشهر من نشوئها تم القضاء عليها من قبل الحكومة الأيرانية بعد انسحاب القوات السوفيتية من الأراضي الإيرانية حيت دخلت القوات السوفيتية جزءا من الأراضي الإيرانية إبان الحرب العالمية الثانية. في عام ،1958 ومع إعلان الجمهورية العراقية دعى الزعيم العراقي عبد الكريم قاسم البارزاني للعودة الي العراق وبدأت مناقشات حول إعطاء الأكراد بعض الحقوق القومية، لكن تطلعات البارزاني فاقت ما كان في نية عبد الكريم قاسم إعطاءه للأكراد ممى أدى إلى نشوب الصراع مرة أخرى حيث قام عبد الكريم قاسم بحملة عسكرية على معاقل البارزاني عام 1961 

.
بعد الإطاحة بعبد الكريم قاسم في 9 فبراير 1963 من قبل البعثيين الذين استلموا مناصب الحكم بعد الانقلاب عليه، وعينوا عبد السلام عارف رئيسا جديدا للجمهورية العراقية. وفي أواخر مارس 1963 سافر وفد كردي برئاسة عضو المكتب السياسي في الحزب الديمقراطي الكردستاني، آنذاك، جلال طالباني إلى بغداد لكن هذه المحادثات لم تفض إلى نتائج عملية. أطاح عبد السلام عارف بحزب البعث في 18 نوفمبر 1963، وأخذ عارف يتقرب من القاهرة وموسكو ويزيد من تسليح الجيش العراقي مما أثارت مخاوف إيران وقامت طهران تتدخل بالقضية الكردية وبدأت في ذلك الفترة أيضا بوادر انشقاق وصراع داخلي في الحزب الديمقراطي الكردستاني حيث بدأت خلافات جوهرية تظهر بين إبراهيم أحمد وجلال طالباني اللذان كانا أعضاء اللجنة المركزية للحزب من جهة ومصطفى البارزاني ومؤيديه من جهة أخرى فدعى إبراهيم أحمد إلى تجريد مصطفى بارزاني من صلاحيات كرئيس للحزب فانفصل إبراهيم أحمد وجلال طالباني عن الحزب الديمقراطي الكردستاني ليشكلوا المكتب السياسي للحزب الديمقراطي الكردستاني وفي عام 1966، شكلت المجموعة المنشقة حلفا مع الحكومة العراقية برئاسة عبد الرحمن عارف وشاركت في حملة عسكرية ضد الحزب الديمقراطي الكردستاني. في عام ،1968 وقبل مجيء حزب البعث للسلطة قام بارزاني بزيارة سرية إلى طهران وضمن الشاه محمد رضا بهلوي في تلك الزيارة الدعم للبارزاني وحركته .

## الكرد بعد عام 1968
تزامن وصول حزب البعث للسلطة في يوليو 1968 مع مجموعة من التغيرات السياسية والإقليمية التي كانت في صالح حركة مصطفى بارزاني فالدعم الأيراني للحركة زاد من القوة القتالية للأكراد وتكبدت القوات العراقية خسائر كبيرة وحسب تقارير مجلة نيو ميدل أيست البريطانية فإن الحرب العراقية ضد الكرد كلفت ميزانية العراق في 1969 بما يقارب 30% ومن ناحية، أخرى أعلن الرئيس الأمريكي ريتشارد نيكسون أن الولايات المتحدة مصممة على دعم الأنظمة المؤيدة لبلاده ومن ضمنها إيران. كل هذه العوامل أدت إلى خشية بغداد من تعاظم الدور الإيراني في المنطقة فقامت الحكومة العراقية بعرض المفاوضات مع بارزاني.
في 11 مارس 1970، تم التوقيع على اتفاقية الحكم الذاتي للأكراد بين الحكومة العراقية والزعيم الكردي الملا مصطفى البارزاني، وفيه اعترفت الحكومة العراقية بالحقوق القومية للأكراد مع تقديم ضمانات للأكراد بالمشاركة في الحكومة العراقية واستعمال اللغة الكردية في المؤسسات التعليمية ولكن لم يتم التوصل إلى حل حاسم بشأن قضية كركوك التي بقيت عالقة بانتظار نتائج إحصائات لمعرفة نسبة القوميات المختلفة في مدينة كركوك.
هذه العملية الإحصائية كانت أمل الأكراد بإظهار الهوية الكردية لمدينة كركوك نتيجة لقناعة الأكراد بتفوقهم العددي في مدينة كركوك وضواحيها بالإضافة إلى مدينة خانقين الواقعة جنوب شرقي مدينة كركوك. تم التخطيط لإجراء تلك الإحصائية المهمة عام 1977، ولكن اتفاقية آذار كانت ميتة قبل ذلك التاريخ حيث ساءت علاقات الحكومة العراقية مع الزعيم الكردي الملا مصطفى البارزاني وخاصة عندما أعلن البارزاني رسميا حق الأكراد في نفط كركوك. اعتبرت الحكومة العراقية إصرار الأكراد بشأن كردية كركوك كإعلان حرب حيث حدى بالحكومة العراقية في آذار 1974 إلى إعلان الحكم الذاتي للأكراد من جانب واحد فقط دون موافقة الأكراد الذين اعتبروا الاتفاقية الجديدة بعيدة كل البعد عن اتفاقيات سنة 1970، حيث لم تعتبر إعلان 1974 مدينة كركوك وخانقين وجبل سنجار من المناطق الواقعة ضمن مناطق الحكم الذاتي للأكراد وقامت الحكومة العراقية بالإضافة إلى ذلك بإجراءات إدارية شاملة في مدينة كركوك كتغير الحدود الإدارية للمدينة بشكل يضمن الغالبية العددية للعرب في كركوك وأطلقت تسمية محافظة التأميم على المنطقة.
علما ان اكراد العراق لديهم عداءات حقيقيه تواصلت إلى الاف من شوارع الدم والنزيف المتواصل هذا ما عدا الخلافات المستمره مع اكراد الدول المجاورة
في تلك الأثناء كانت بغداد تندفع بخطوات سريعة نحو موسكو وكان الإسرائيليون يلحون على الكرد ضرورة إشغال القوات العراقية في صراعات داخلية بهدف تخفيف الضغط على جبهتهم مع سوريا وقامت واشنطن بعد اجتماع سري بين محمود عثمان وريتشارد هيلمز رئيس وكالة المخابرات الأمريكية بتقديم مساعدات مالية وعسكرية محدودة إلى الأكراد عن طريق إيران كل هذه الضغوط ولغرض إخماد الصراع المسلح للأكراد أجبرت القيادة العراقية على توقيع اتفاقية الجزائر والقبول بنقطة خط القعر في شط العرب كحدود رسمية بين العراق وإيران وكان هذا تراجعا عن مذكرة عام 1969، حيث بلغ العراق الحكومة الإيرانية أن شط العرب كاملة هي مياه عراقية ولم تعترف بفكرة خط القعر، ونقطة خط القعر هي النقطة التي يكون الشط فيها باشد حالات انحداره. وكانت هذه الاتفاقية كفيلة بسحب دعم الشاه للحركة الكردية التي انهارت تماما في عام 1975، وانتهى المطاف بالبارزاني إلى الولايات المتحدة الأمريكية حيث توفي فيها عام 1979 في مستشفى جورج واشنطن.

## بعد حرب الخليج الثانية
مقالة رئيسية: حرب الخليج الثانية'

## بعد غزو العراق 2003
مقالة رئيسية: غزو العراق 2003